# Charles Normand
Pour les articles homonymes, voir Charles Normand (homonymie) et Normand (homonymie).
Charles-Pierre-Joseph Normand, né le 25 novembre 1765 à Goyencourt et mort le 13 février 1840 à Paris, est un architecte, dessinateur et graveur français.

## Parcours
Représentatif de la jonction entre le néoclassicisme et le style Empire, Charles Normand reçoit le prix de Rome en 1792.
Issu d'une famille de cultivateurs modestes, il arrive à Paris en 1773 où son père, désireux de faire donner à son fils autant d'instruction que le lui permettaient ses moyens, l’envoie au collège de Montaigu où un professeur découvre son don pour le dessin. En 1782, il suit les cours de Jacques-Pierre Gisors, ancien pensionnaire de l'Académie de France à Rome et en septembre 1792, obtient le grand prix de Rome où il devait se rendre pour un séjour de cinq ans. Mais les événements politiques rendent le départ impossible et Normand se réfugie à Melun où il exécute quelques travaux, puis prépare un recueil de gravures qu'il parvient à faire éditer en 1801. De 1800 à 1815, il exécute des gravures pour le compte de Charles Percier et Pierre-François-Léonard Fontaine, reproduisant des dessins que ces artistes avaient rapportés de leurs séjours en Italie.
C'est sur ses dessins que le fondeur typographe Gillé, dès 1802, fait exécuter par Resnard, Duplat et Rougon des encadrements, des ornementations destinés aux ouvrages. Par la suite, sur les recommandations de Jean-Bertrand Andrieu et d'André Galle, ses motifs servirent aux premiers billets pour la Banque de France. 
Il a un fils, Louis-Marie Normand (1789–1874), architecte, qui publia des gravures de monuments funéraires (1832). Charles Normand est probablement apparenté à Charles-Victor Normand (né en 1814), qui a gravé son portrait en 1853.

## Œuvres

### Publications
- Recueil de décorations intérieures, Paris, Joubert, 1801.
- Nouveau Recueil en divers genres d'ornemens, 1803.
- Décorations intérieures et extérieures, en collaboration avec Pierre-Nicolas Beauvallet, 1803.
- Recueil varié de plans et de façades, motifs pour des maisons de ville et de campagne, Paris, 1815.
- Nouveau parallèle des ordres d'architecture des grecs, des romains et des auteurs modernes, 1819.
- Fragmens d'ornemens dans le style antique, Paris, Bance aîné, 1820.
- Le vignole des ouvriers, ou, Méthode facile pour tracer les cinq ordres d'architecture, Paris, Bance aîné, 1823-1825.
- Le guide de l'ornemaniste, Paris, Pillet, 1826.

### Arts graphiques
- Gray, musée Baron-Martin : En jouir, d'après Pierre-Paul Prud'hon, gravure, 12 × 9 cm,.
- Paris, département des arts graphiques du musée du Louvre : fonds de 245 dessins contenus dans trois petits albums qui comprennent également des gravures et des notices imprimées.

Œuvres de Charles Normand
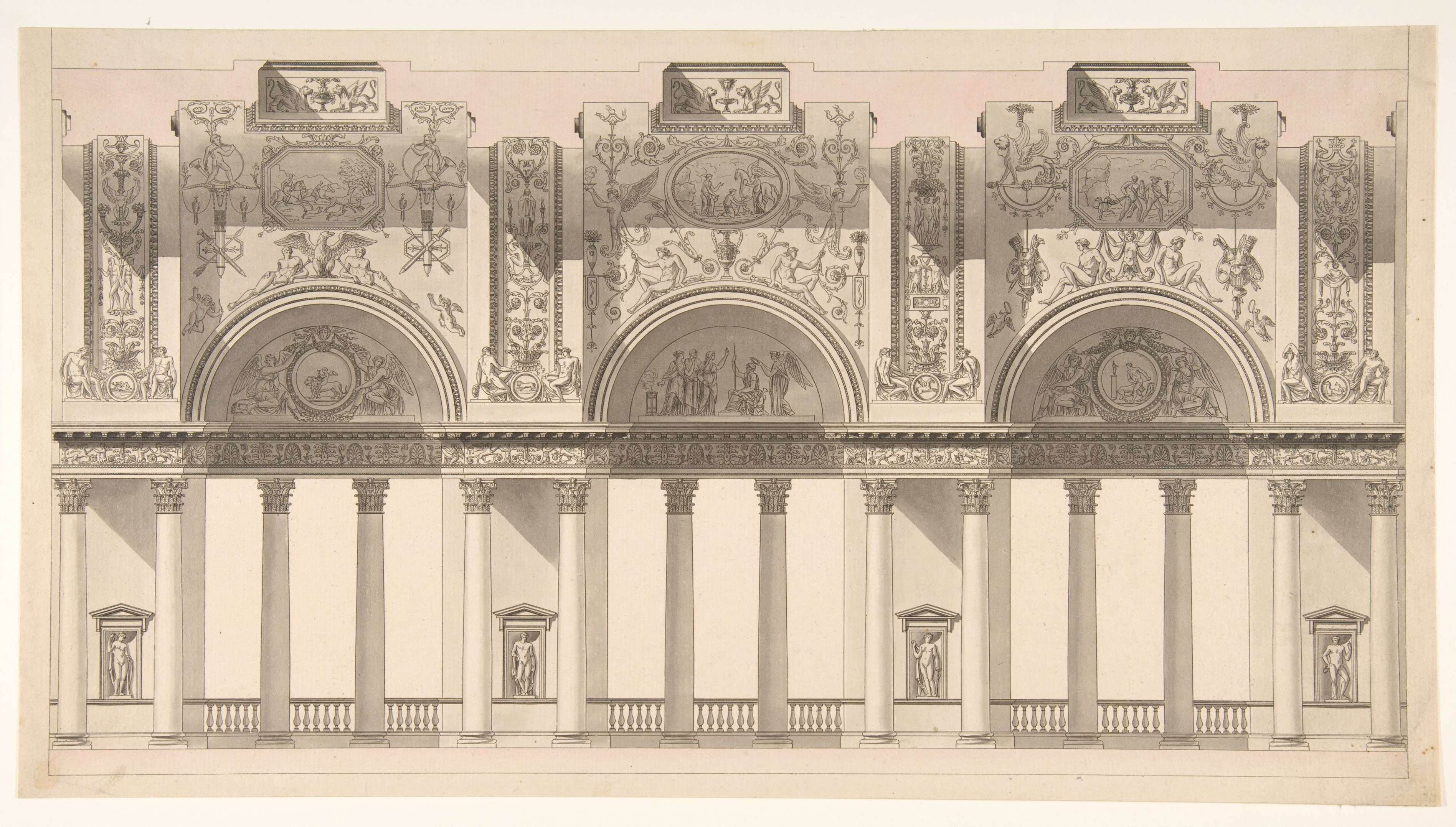
Coupe d'une galerie dans le palais d'un souverain (vers 1791), dessin à la plume et lavis, New York, Metropolitan Museum of Art.
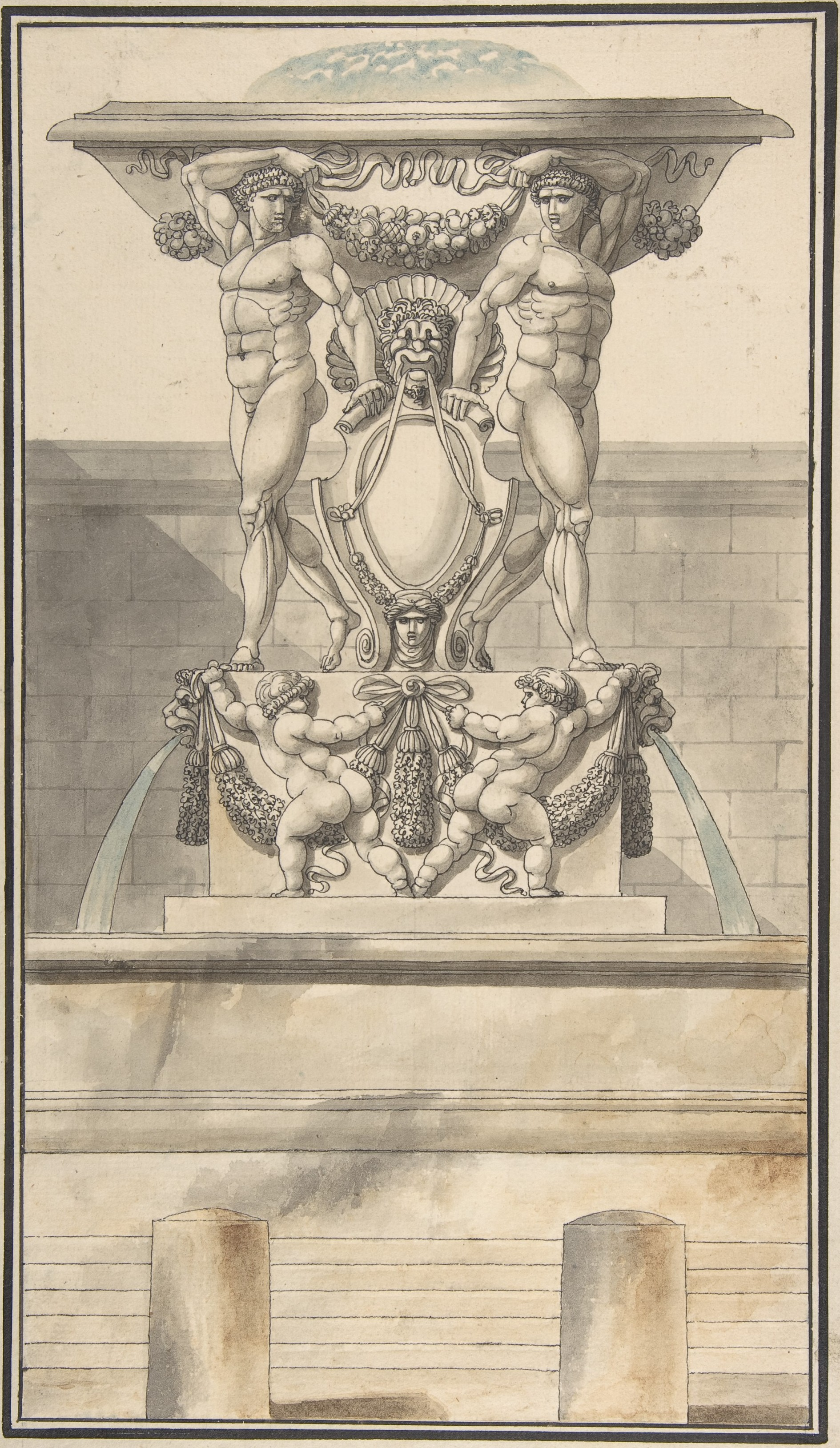
Dessin pour une fontaine, dessin à la plume et lavis, New York, Metropolitan Museum of Art.
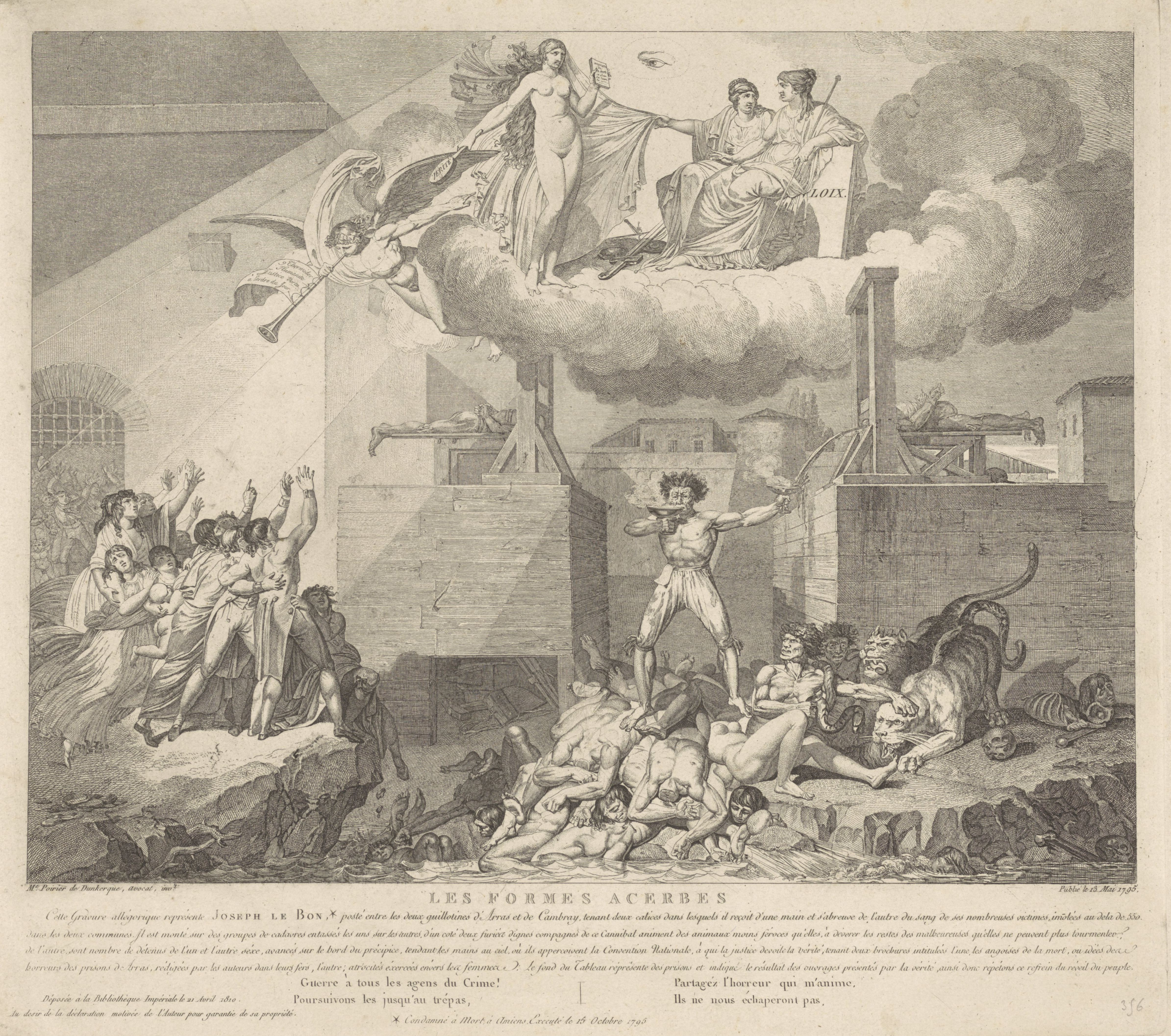
Les Formes acerbes (1795), gravure d'après Poirier de Dunkerque d'après Louis Lafitte, Rijksmuseum Amsterdam.
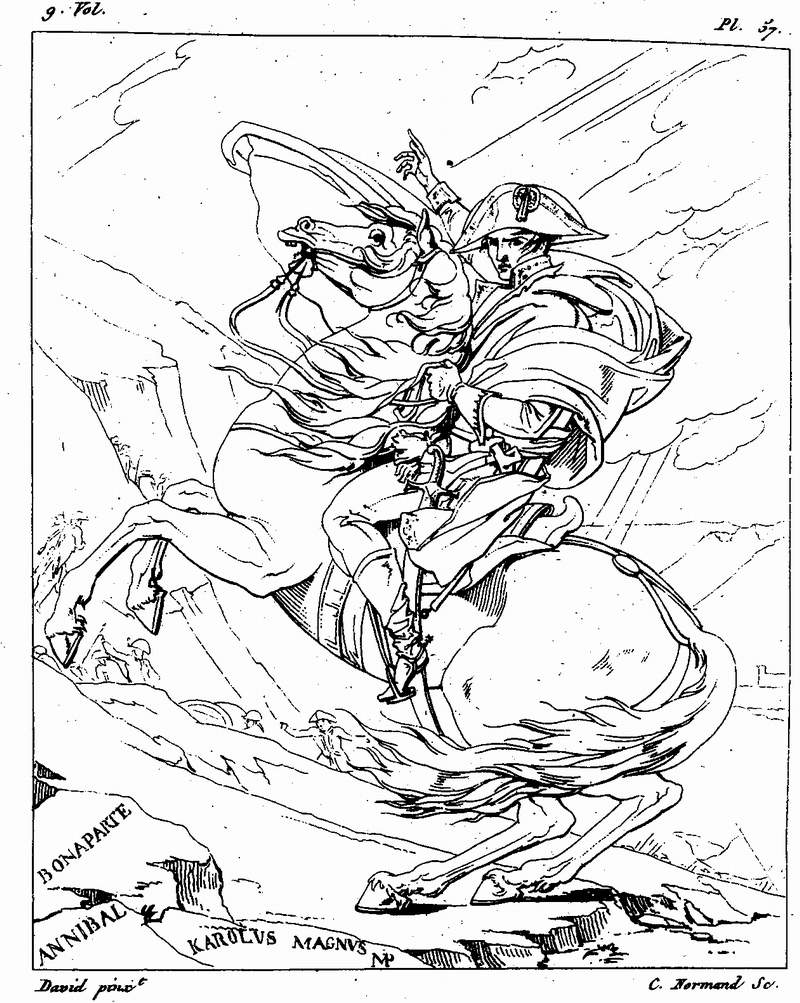
Bonaparte franchissant le Grand-Saint-Bernard (1805), burin d'après Jacques-Louis David.
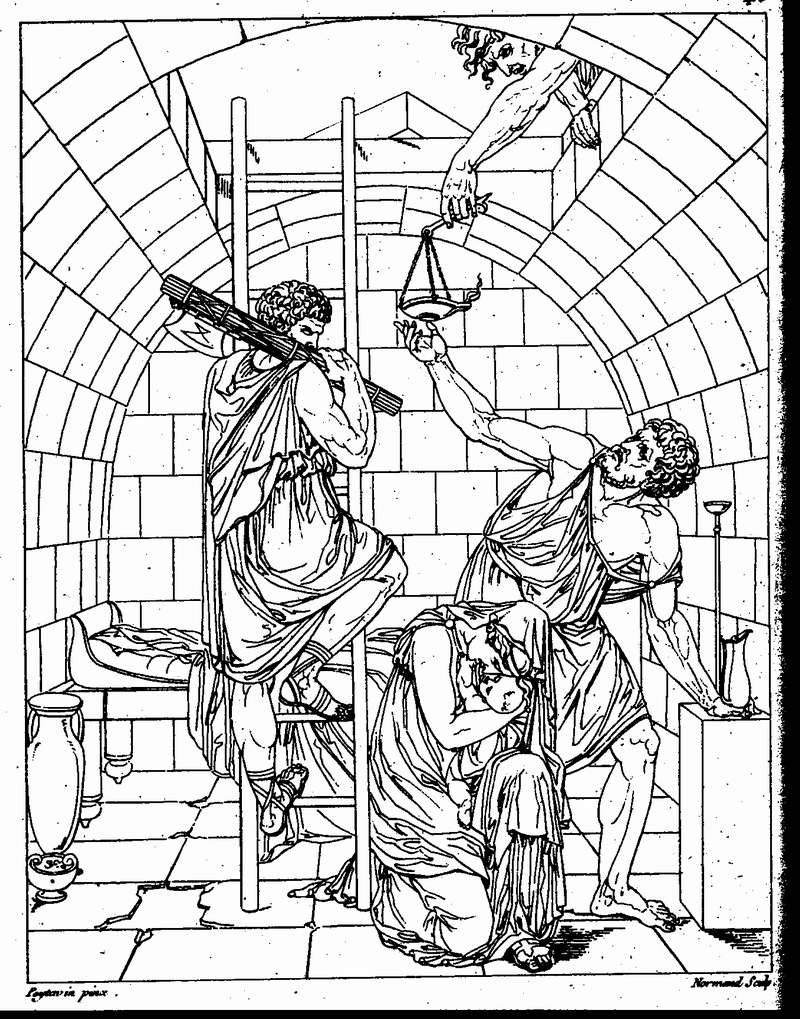
La Vestale, burin d'après Jean-Baptiste Peytavin[2].